# Liga Cultural de Fútbol
La Liga Cultural de Fútbol es una liga regional de fútbol profesional de la provincia de La Pampa (Argentina), afiliada a la AFA a través del Consejo Federal.

Su sede está ubicada en la calle Lucio V. Mansilla 215, de la ciudad de Santa Rosa.
Los mejores clubes de la liga clasifican al Torneo Regional Federal Amateur, cuarta división para los clubes indirectamente afiliados a la AFA.

## Historia
El campeonato de la liga comenzó a disputarse en 1929. Hasta los años '60, se mantuvo paridad entre los galardonados. En los años posteriores, All Boys de Santa Rosa se volvió predominante del campeonato, llegando a ganarlo durante 11 años seguidos entre 1967 y 1977. Actualmente All Boys es el más ganador con más de 40 títulos, sacando una gran diferencia de Santa Rosa que viene segundo.

### En la AFA
All Boys fue el primer club en representar a la provincia y a la Liga en la AFA, participando de la edición inaugural del Torneo Regional, certamen para los indirectamente afiliados que otorgaba plazas para participar en el Campeonato Nacional de Primera División. Luego de varias participaciones de All Boys, participaron otros clubes como General Belgrano, Macachín y Santa Rosa.
En 1983, luego de vencer en la final a San Lorenzo de Río Gallegos, Santa Rosa se convirtió en el primer club de la provincia en llegar a la Primera División de Argentina, compitiendo en el Campeonato Nacional de 1983.

## Mesa directiva
La junta directiva actual de la Liga Cultural de Fútbol, luego de la renovación parcial de autoridades, realizada en Asamblea Anual Ordinaria, del día 10 de junio de 2022, quedó conformada por los siguientes miembros 
| Cargo                          | Nombre              |
| ------------------------------ | ------------------- |
| Presidente                     | Guillermo Rechimont |
| Vicepresidente                 | Alfredo Iturri      |
| Secretario                     | José Luis Gonzalia  |
| Pro secretario                 | Carlos Fridirich    |
| Tesorero                       | Mauro Massolo       |
| Pro tesorero                   | Miriam Jofré        |
| Revisores de Cuentas Titulares | Diego Díaz          |
| Revisores de Cuentas Titulares | Javier Keil         |
| Revisores de Cuentas Suplentes | Mariano Ramírez     |
| Revisores de Cuentas Suplentes | Marcos Morini       |

## Clubes afiliados
En Asamblea Anual Ordinaria, se resolvió la desafiliación de los dos clubes de Rivera: Deportivo Rivera e Independiente , con lo cual los clubes actualmente afiliados de la Liga Cultural de Fútbol son los siguientes:
| Club                                   | L | Fund       | Zona  | Loc                | Prov         | Estadio                      |
| -------------------------------------- | - | ---------- | ----- | ------------------ | ------------ | ---------------------------- |
| Club Atlético All Boys                 |   | 23/04/1923 | Norte | Santa Rosa         | La Pampa     | Dr. Ramón Turnes             |
| Centro Social y Deportivo Anguilense   |   | 25/03/1934 | Norte | Anguil             | La Pampa     | Rubén "Mixto" Reine          |
| Club Atlético Santa Rosa               |   | 02/06/1923 | Norte | Santa Rosa         | La Pampa     | Mateo Calderón               |
| Club General Belgrano                  |   | 28/04/1919 | Norte | Santa Rosa         | La Pampa     | Nuevo Rancho Grande          |
| Club Estudiantes                       |   | 12/08/1929 | Norte | Santa Rosa         | La Pampa     | Polideportivo Victor Arriaga |
| Club Deportivo Cochicó                 |   | 19/02/1923 | Norte | Victorica          | La Pampa     | Domingo Aranda Valenzuela    |
| Club Independiente Doblas              |   | 12/04/1925 | Norte | Doblas             | La Pampa     | Enrique Francisco Parodi     |
| Club Deportivo Mac Allister            |   | 18/02/1998 | Norte | Santa Rosa         | La Pampa     | Semillero Pampeano           |
| Club Unión                             |   | 05/05/1975 | Norte | Miguel Riglos      | La Pampa     | Adolfo Suárez                |
| Club Deportivo Winifreda               |   | 05/08/1946 | Norte | Winifreda          | La Pampa     | Dr. Miguel Eloy Baldovino    |
| Club Sportivo Luan Toro                |   | 23/08/1930 | Norte | Luan Toro          | La Pampa     | Inocencio Medina             |
| Club Atlético Macachín                 |   | 12/11/1918 | Norte | Macachín           | La Pampa     | José Lizasuain               |
| Club Domingo Faustino Sarmiento        |   | 17/04/1955 | Norte | Santa Rosa         | La Pampa     | Juan Alejo Suárez Cepeda     |
| Club Unión General Acha                |   |            | Norte | General Acha       | La Pampa     |                              |
| Club Deportivo Uriburu                 |   | 01/05/1926 | Norte | Uriburu            | La Pampa     | Héctor Sánchez               |
| Asoc. Matadero por la Lealtad          |   |            | Norte | Santa Rosa         | La Pampa     |                              |
| Club Social y Deportivo Penales        |   | 09/07/1939 | Norte | Santa Rosa         | La Pampa     | Colonia Penal                |
| Club Unión Deportiva Campos            |   | 22/03/1944 | Norte | General Acha       | La Pampa     | La Trinchera Albiceleste     |
| Asociación Social y Deportiva El Elyon |   | 14/07/2010 | Norte | Santa Rosa         | La Pampa     | El Paraíso                   |
| Club Guardia del Monte                 |   | 01/01/1961 | Norte | Toay               | La Pampa     |                              |
| Club Social y Dep. Juventud Unida      |   | 16/09/1959 | Norte | Santa Isabel       | La Pampa     |                              |
| Club La Barranca                       |   |            | Norte | Santa Rosa         | La Pampa     | La Olla                      |
| Club Deportivo Centro Oeste            |   |            | Norte | Santa Rosa         | La Pampa     |                              |
| Club Deportivo Matadero                |   | 17/02/2020 | Norte | Santa Rosa         | La Pampa     |                              |
| Club Deportivo Carro Quemado           |   |            | Norte | Carro Quemado      | La Pampa     |                              |
| Club Sportivo Pampero                  |   | 28/02/1938 | Norte | Ataliva Roca       | La Pampa     |                              |
| Club Social Deportivo y Cultural Telén |   | 05/12/1940 | Norte | Telén              | La Pampa     |                              |
| Club Villa Mengelle                    |   | 09/07/1910 | Sur   | Jacinto Aráuz      | La Pampa     | Centenario                   |
| Club Deportivo Alpachiri               |   | 30/08/1920 | Sur   | Alpachiri          | La Pampa     | Publio O. Álvarez            |
| Club Atlético Argentino Juniors        |   | 04/06/1946 | Sur   | Darregueira        | Buenos Aires | Pedro Carriere               |
| Club Unión Deportiva Bernasconi        |   | 03/04/1944 | Sur   | Bernasconi         | La Pampa     | Carlos Javier Mac Allister   |
| Club Darregueira                       |   | 01/04/1950 | Sur   | Darregueira        | Buenos Aires | Teodoro Torre                |
| Gimnasia y Esgrima                     |   | 21/09/1948 | Sur   | Darregueira        | Buenos Aires | Juan Carlos Ceci             |
| Club Atlético Huracán                  |   | 01/07/1943 | Sur   | Guatraché          | La Pampa     |                              |
| Club Deportivo Independiente           |   | 10/06/1913 | Sur   | Jacinto Aráuz      | La Pampa     | Lido Malán                   |
| Club Atlético Pampero                  |   | 17/04/1955 | Sur   | Guatraché          | La Pampa     | Manuel Augusto Nieto         |
| Club Atlético Rampla Juniors           |   | 10/02/1953 | Sur   | Villa Iris         | Buenos Aires | René Nicanor Martínez        |
| Club Sportivo y Cultural               |   | 12/04/1925 | Sur   | General San Martín | La Pampa     | Felipe Sibert                |
| Club Social y Deportivo Unión          |   | 22/06/1922 | Sur   | Villa Iris         | Buenos Aires |                              |
| Club Unión                             |   | 22/03/1944 | Sur   | General Campos     | La Pampa     | Carlos Florentino Yeger      |

## Listado de campeones por temporada

### Campeones en torneos oficiales
El siguiente es el cuadro de la totalidad de los campeones de torneos oficiales de la Liga: 
| N° | Tem  | Torn           | Campeón                                                 | Tít       | SZ                         | Goleador                                                                  |
| -- | ---- | -------------- | ------------------------------------------------------- | --------- | -------------------------- | ------------------------------------------------------------------------- |
| 1  | 1929 | Oficial        | All Boys                                                | 1         | No se disputó              |                                                                           |
| 2  | 1930 | Oficial        | General Belgrano                                        | 1         | No se disputó              |                                                                           |
| 3  | 1931 | Oficial        | All Boys                                                | 2         | No se disputó              |                                                                           |
| 4  | 1932 | Oficial        | General Belgrano                                        | 2         | No se disputó              |                                                                           |
| 5  | 1933 | Oficial        | All Boys                                                | 3         | No se disputó              |                                                                           |
| 6  | 1934 | Oficial        | All Boys                                                | 4         | No se disputó              |                                                                           |
| 7  | 1935 | Oficial        | Atlético Lonquimay                                      | 1         | No se disputó              |                                                                           |
| 8  | 1936 | Oficial        | Estudiantes                                             | 1         | No se disputó              |                                                                           |
| 9  | 1937 | Oficial        | Estudiantes                                             | 2         | No se disputó              |                                                                           |
| 10 | 1941 | Oficial        | Unión Deportiva Campos                                  | 1         | No se disputó              |                                                                           |
| 11 | 1942 | Oficial        | Deportivo Penales                                       | 1         | No se disputó              |                                                                           |
| 12 | 1943 | Oficial        | All Boys                                                | 5         | No se disputó              |                                                                           |
| 13 | 1944 | Oficial        | Estudiantes                                             | 3         | No se disputó              |                                                                           |
| 14 | 1945 | Oficial        | Estudiantes                                             | 4         | No se disputó              |                                                                           |
| 15 | 1946 | Oficial        | Deportivo Penales                                       | 2         | No se disputó              |                                                                           |
| 16 | 1947 | Oficial        | Estudiantes                                             | 5         | No se disputó              |                                                                           |
| 17 | 1948 | Oficial        | All Boys                                                | 6         | No se disputó              |                                                                           |
| 18 | 1949 | Oficial        | All Boys                                                | 7         | No se disputó              |                                                                           |
| 19 | 1950 | Oficial        | All Boys                                                | 8         | No se disputó              |                                                                           |
| 20 | 1951 | Oficial        | Atlético Santa Rosa                                     | 1         | No se disputó              |                                                                           |
| 21 | 1952 | Oficial        | Estudiantes                                             | 6         | No se disputó              |                                                                           |
| 22 | 1953 | Oficial        | General Belgrano                                        | 3         | No se disputó              |                                                                           |
| 23 | 1954 | Oficial        | All Boys                                                | 9         | Natura Football Club       |                                                                           |
| 24 | 1955 | Oficial        | Fortín Roca                                             | 1         | Sportivo y Cultural        |                                                                           |
| 25 | 1956 | Oficial        | Atlético Santa Rosa                                     | 2         | Villa Mengelle             |                                                                           |
| 26 | 1957 | Oficial        | Estudiantes                                             | 7         | Juventud Unida (Alpachiri) |                                                                           |
| 27 | 1958 | Oficial        | Deportivo Penales Atlético Macachín Huracán (Guatraché) | 3 1       | Huracán (Guatraché)        |                                                                           |
| 28 | 1959 | Oficial        | Huracán (Guatraché)                                     | 2         | Huracán (Guatraché)        |                                                                           |
| 29 | 1960 | Oficial        | Atlético Santa Rosa                                     | 3         | Villa Mengelle             |                                                                           |
| 30 | 1961 | Oficial        | Atlético Santa Rosa                                     | 4         | Huracán (Guatraché)        |                                                                           |
| 31 | 1962 | Oficial        | Atlético Macachín                                       | 2         | Independiente (Arauz)      |                                                                           |
| 32 | 1963 | Oficial        | All Boys                                                | 10        | Unión (Villa Iris)         |                                                                           |
| 33 | 1964 | Oficial        | All Boys                                                | 11        | Independiente (Arauz)      |                                                                           |
| 34 | 1965 | Oficial        | All Boys                                                | 12        | Pampero (Guatraché)        |                                                                           |
| 35 | 1966 | Oficial        | Deportivo Uriburu                                       | 1         | Pampero (Guatraché)        |                                                                           |
| 36 | 1967 | Oficial        | All Boys                                                | 13        | Sportivo y Cultural        |                                                                           |
| 37 | 1968 | Oficial        | All Boys                                                | 14        | Villa Mengelle             |                                                                           |
| 38 | 1969 | Oficial        | All Boys                                                | 15        | Pampero (Guatraché)        |                                                                           |
| 39 | 1970 | Oficial        | All Boys                                                | 16        | Pampero (Guatraché)        |                                                                           |
| 40 | 1971 | Oficial        | All Boys                                                | 17        | Pampero (Guatraché)        |                                                                           |
| 41 | 1972 | Oficial        | All Boys                                                | 18        | Rampla Juniors             |                                                                           |
| 42 | 1973 | Oficial        | All Boys                                                | 19        | Villa Mengelle             |                                                                           |
| 43 | 1974 | Oficial        | All Boys                                                | 20        | Natura Football Club       |                                                                           |
| 44 | 1975 | Oficial        | All Boys                                                | 21        | Rampla Juniors             |                                                                           |
| 45 | 1976 | Oficial        | All Boys                                                | 22        | Unión (Villa Iris)         |                                                                           |
| 46 | 1977 | Oficial        | All Boys                                                | 23        | Natura Football Club       |                                                                           |
| 47 | 1978 | Oficial        | General Belgrano                                        | 4         | Pampero (Guatraché)        |                                                                           |
| 48 | 1979 | Oficial        | Atlético Macachín                                       | 3         | Unión Deportiva Bernasconi |                                                                           |
| 49 | 1980 | Oficial        | Atlético Macachín                                       | 4         | Huracán (Guatraché)        |                                                                           |
| 50 | 1981 | Oficial        | All Boys                                                | 24        | Natura Football Club       |                                                                           |
| 51 | 1982 | Oficial        | Atlético Santa Rosa                                     | 5         | Sportivo y Cultural        |                                                                           |
| 52 | 1983 | Oficial        | All Boys                                                | 25        | Unión (Villa Iris)         |                                                                           |
| 53 | 1984 | Oficial        | All Boys                                                | 26        | Deportivo Colonial         |                                                                           |
| 54 | 1985 | Oficial        | All Boys                                                | 27        | Villa Mengelle             |                                                                           |
| 55 | 1986 | Oficial        | Club Banco Pampa                                        | 1         | No se disputó              |                                                                           |
| 56 | 1987 | Oficial        | All Boys                                                | 28        | No se disputó              |                                                                           |
| 57 | 1988 | Oficial        | All Boys                                                | 29        | No se disputó              |                                                                           |
| 58 | 1989 | Oficial        | General San Martín                                      | 1         | No se disputó              |                                                                           |
| 59 | 1990 | Oficial        | All Boys                                                | 30        | Villa Mengelle             | Oscar Schmidt (Macachín) y Rubén Holzman (G. San Martín/All Boys) 9 goles |
| 60 | 1991 | Oficial        | Atlético Macachín                                       | 5         | Natura Football Club       |                                                                           |
| 61 | 1992 | Oficial        | Atlético Santa Rosa                                     | 6         | Gimnasia y Esgrima         |                                                                           |
| 62 | 1993 | Oficial        | Atlético Santa Rosa                                     | 7         | Independiente (Arauz)      |                                                                           |
| 63 | 1994 | Oficial        | All Boys                                                | 31        | Gimnasia y Esgrima         | Marcos Damián Ares (All Boys) 14 goles                                    |
| 64 | 1995 | Oficial        | Unión Deportiva Campos                                  | 2         | Independiente (Arauz)      | Fernando Otamendi (Independiente JA) 21 goles                             |
| 65 | 1996 | Oficial        | Pampero (Guatraché)                                     | 1         | Pampero (Guatraché)        | Juan M. Ibarra (Gimnasia / Sportivo y Cultural) 26 goles                  |
| 66 | 1997 | Oficial        | General Belgrano                                        | 5         | Huracán (Guatraché)        | Humberto García (Pampero G) 21 goles                                      |
| 67 | 1998 | Apertura       | General Belgrano                                        | 6         | Unión (Bordenave)          |                                                                           |
| 68 | 1998 | Clausura       | Independiente (Arauz)                                   | 1         |                            |                                                                           |
| 69 | 1999 | Apertura       | Atlético Santa Rosa                                     | 8         | Villa Mengelle             |                                                                           |
| 70 | 1999 | Clausura       | Huracán (Guatraché)                                     | 3         | Huracán (Guatraché)        |                                                                           |
| 71 | 2000 | Apertura       | Guardia del Monte (Toay)                                | 1         | Unión Deportiva Bernasconi |                                                                           |
| 72 | 2000 | Clausura       | Sarmiento                                               | 1         | Pampero (Guatraché)        |                                                                           |
| 73 | 2001 | Clasificatorio | Deportivo Mac Allister                                  | 1         | No se disputó              |                                                                           |
| 74 | 2001 | Oficial        | All Boys                                                | 32        | Huracán (Guatraché)        | Miguel Domínguez (Atl. Santa Rosa) 14 goles                               |
| 75 | 2002 | Oficial        | General Belgrano                                        | 7         | Independiente (Arauz)      |                                                                           |
| 76 | 2003 | Oficial        | Atlético Santa Rosa                                     | 9         | Independiente (Arauz)      | Claudio Daniel Ortiz (Villa Mengelle) 16 goles                            |
| 77 | 2004 | Oficial        | All Boys                                                | 33        | Deportivo Alpachiri        |                                                                           |
| 78 | 2005 | Oficial        | All Boys                                                | 34        | Sportivo y Cultural        | Alexis Sánchez (All Boys) 13 goles                                        |
| 79 | 2006 | Oficial        | All Boys                                                | 35        | Sportivo y Cultural        | Claudio Segurado (Unión Dep. Bernasconi) 15 goles                         |
| 80 | 2007 | Oficial        | All Boys                                                | 36        | Sportivo y Cultural        | Damián Graff (Unión de Villa Iris) 17 goles                               |
| 81 | 2008 | Oficial        | General Belgrano                                        | 8         | Sportivo y Cultural        | Julio César Furch (Deportivo Winifreda) 10 goles                          |
| 82 | 2009 | Oficial        | General Belgrano                                        | 9         | Villa Mengelle             | Sergio Javier Benvenuto (Atl. Macachín/Gral. Belgrano) 11 goles           |
| 83 | 2010 | Oficial        | Atlético Santa Rosa                                     | 10        | Club Darregueira           | Cristian Klobertanz (Pampero G/Club Darregueira) 13 goles                 |
| 84 | 2011 | Oficial        | All Boys                                                | 37        | Unión Deportiva Bernasconi | Lisandro Masson (Villa Mengelle) 21 goles                                 |
| 85 | 2012 | Oficial        | Atlético Macachín                                       | 6         | Unión (Gral. M. Campos)    | Juan P. Saffeni (All Boys) 15 goles                                       |
| 86 | 2013 | Oficial        | Independiente (Arauz)                                   | 2         | Independiente (Arauz)      | Cristian Klobertanz (Pampero G) 18 goles                                  |
| 87 | 2014 | Oficial        | Deportivo Anguilense                                    | 1         | Huracán (Guatraché)        | Daniel Eizaga (Anguilense) 20 goles                                       |
| 88 | 2015 | Oficial        | All Boys                                                | 38        | Huracán (Guatraché)        | Arturo Daniel Gehl (Independiente D y Gimnasia) 26 goles                  |
| 89 | 2016 | Oficial        | All Boys                                                | 39        | Independiente (Arauz)      | Arturo Daniel Gehl (Independiente D) 29 goles                             |
| 90 | 2017 | Oficial        | All Boys                                                | 40        | Gimnasia y Esgrima         | Arturo Daniel Gehl (Independiente D) 22 goles                             |
| 91 | 2018 | Oficial        | All Boys                                                | 41        | Pampero (Guatraché)        | Jordan Cornara (Pampero G) 21 goles                                       |
| 92 | 2019 | Oficial        | All Boys                                                | 42        | Pampero (Guatraché)        | Emanuel Martini (Independiente JA) y Gustavo Bocquet (D. Rivera) 16 goles |
| 93 | 2020 | Oficial        | Cancelada                                               | Cancelada | Cancelada                  | No hubo                                                                   |
| 94 | 2021 | Oficial        | All Boys                                                | 43        | Unión Deportiva Bernasconi |                                                                           |
| 95 | 2022 | Oficial        | Unión Deportiva Bernasconi                              | 1         | Unión Deportiva Bernasconi |                                                                           |
| 96 | 2023 | Oficial        | All Boys                                                | 44        | Pampero (Guatraché)        |                                                                           |

### Campeones Torneos de Copa
Los torneos de Copa de la Liga Cultural de Fútbol, se jugaron oficialmente de modo discontinuo a partir de la temporada 2006, entre septiembre y diciembre. Fueron previstos, originalmente, para aquellos equipos que no lograban clasificar al Torneo Provincial de Fútbol, aunque hubo casos de equipos clasificados al Torneo Provincial, que optaron voluntariamente por disputar también el torneo de la copa.

El máximo ganador de los torneos de copas es Independiente (Doblas), con cuatro (4) títulos obtenidos. El siguiente es el cuadro de la totalidad de los campeones de "Torneos de Copa de Liga":
| N° | Tem  | Torn               | Campeón                 | Tít           | Gol                                                                             |
| -- | ---- | ------------------ | ----------------------- | ------------- | ------------------------------------------------------------------------------- |
| 1  | 2006 | Copa Presidentes   | Deportivo Winifreda     | 1             |                                                                                 |
| 2  | 2007 | Copa Presidentes   | Mutual Guardavidas      | 1             |                                                                                 |
| 3  | 2008 | Copa Presidentes   | Independiente (Doblas)  | 1             |                                                                                 |
| 4  | 2009 | Copa Presidentes   | Independiente (Doblas)  | 2             | Arturo Daniel Gehl (Independiente D) y Cristian Klobertanz (Pampero G) 12 goles |
| 5  | 2010 | Copa Presidentes   | Villa Mengelle          | 1             | Lisandro Masson (Villa Mengelle) 11 goles                                       |
| 6  | 2011 | Copa Presidentes   | Unión (Gral. M. Campos) | 1             | Sergio Sánchez (Cochicó) 9 goles                                                |
| 7  | 2012 | Copa Presidentes   | Independiente (Doblas)  | 3             | Diego Torres (Unión Acha) 8 goles                                               |
| 8  | 2013 | Copa Presidentes   | Atlético Macachín       | 1             | Luis Marcelo Dieger (Unión Gral. Campos) 11 goles                               |
| 9  | 2014 | 85° Aniversario    | Independiente (Arauz)   | 1             | Eliezer Díaz (Cochicó) 10 goles                                                 |
| -  | 2015 | No se disputó      | No se disputó           | No se disputó | No se disputó                                                                   |
| -  | 2016 | No se disputó      | No se disputó           | No se disputó | No se disputó                                                                   |
| -  | 2017 | No se disputó      | No se disputó           | No se disputó | No se disputó                                                                   |
| -  | 2018 | No se disputó      | No se disputó           | No se disputó | No se disputó                                                                   |
| 10 | 2019 | Liga Cultural      | Unión (Gral. M. Campos) | 2             | Joaquín Aguiar (Cochicó) y Dante Pekel (Club Darregueira) 7 goles               |
| -  | 2020 | No se disputó      | No se disputó           | No se disputó | No se disputó                                                                   |
| -  | 2021 | No se disputó      | No se disputó           | No se disputó | No se disputó                                                                   |
| -  | 2022 | No se disputó      | No se disputó           | No se disputó | No se disputó                                                                   |
| -  | 2023 | No se disputó      | No se disputó           | No se disputó | No se disputó                                                                   |
| 11 | 2024 | Copa Liga Cultural | Independiente (Doblas)  | 4             | Emilio Ardohain (Independiente D) 10 goles                                      |

### Síntesis de Campeonatos
En la siguiente tabla se indica resumidamente la cantidad de títulos ganados, indicándose en cada columna los títulos Oficiales de Liga, los Provinciales, los Torneos de Copa, y los Regionales / Interior, y en la última columna el total de títulos ganados por cada equipo.
| Club                                 | Liga | Cop | Prov | Reg | CT |
| ------------------------------------ | ---- | --- | ---- | --- | -- |
| All Boys                             | 44   |     | 3    |     | 47 |
| Atlético Santa Rosa                  | 10   |     |      | 1   | 11 |
| General Belgrano                     | 9    |     |      | 1   | 10 |
| Atlético Macachín                    | 6    | 1   | 1    |     | 8  |
| Estudiantes                          | 7    |     |      |     | 7  |
| Independiente (Doblas)               |      | 4   |      |     | 4  |
| Deportivo Penales                    | 3    |     |      |     | 3  |
| Huracán (Guatraché)                  | 3    |     |      |     | 3  |
| Independiente (Arauz)                | 2    | 1   |      |     | 3  |
| Pampero (Guatraché)                  | 2    |     |      |     | 2  |
| Unión Deportiva Campos               |      | 2   |      |     | 2  |
| Club Sportivo Pampero (Ataliva Roca) | 2    |     |      |     | 2  |
| Deportivo Mac Allister               | 1    |     | 1    |     | 2  |
| Unión (Gral. M. Campos)              | 2    |     |      |     | 2  |
| Atlético Lonquimay                   | 1    |     |      |     | 1  |
| Fortín Roca                          | 1    |     |      |     | 1  |
| Deportivo Uriburu                    | 1    |     |      |     | 1  |
| Club Banco Pampa                     | 1    |     |      |     | 1  |
| General San Martín                   | 1    |     |      |     | 1  |
| Guardia del Monte                    | 1    |     |      |     | 1  |
| D. F. Sarmiento                      | 1    |     |      |     | 1  |
| Deportivo Anguilense                 | 1    |     |      |     | 1  |
| Unión Deportiva Bernasconi           | 1    |     |      |     | 1  |
| Deportivo Winifreda                  |      | 1   |      |     | 1  |
| Mutual Guardavidas                   |      | 1   |      |     | 1  |
| Villa Mengelle                       |      | 1   |      |     | 1  |

## Cuadro de ascensos y descensos
Desde el año 2002 que se disputa regularmente el campeonato de Primera B de la Zona Norte, el siguiente es el cuadro de equipos que ascendieron y descendieron:
| Temp | Descenso                                | Ascenso                                                 | Promoción                              | Ganador           |  |
| ---- | --------------------------------------- | ------------------------------------------------------- | -------------------------------------- | ----------------- |  |
| 2002 | Independiente (Doblas)                  | Dep. Telén                                              | No se disputó                          |                   |  |
| 2003 | General Belgrano Deportivo Telén        | Unión (Miguel Riglos)                                   | No se disputó                          |                   |  |
| 2004 | Cochicó Unión (Riglos) B. Matadero      | General Belgrano Pampero (Ataliva Roca)                 | No se disputó                          |                   |  |
| 2005 | Atl. Santa Rosa Pampero (Ataliva Roca)  | Guardia del Monte Unión (Riglos)                        | No se disputó                          |                   |  |
| 2006 | Unión (Miguel Riglos)                   | Mutual Guardavidas Dep. Winifreda                       | No se disputó                          |                   |  |
| 2007 | Guardia del Monte                       | Villa Germinal (Santa Rosa)                             | No se disputó                          |                   |  |
| 2008 | Sarmiento                               | Independiente (Doblas)                                  | No se disputó                          |                   |  |
| 2009 | Mutual Guardavidas                      | Atl. Santa Rosa                                         | No se disputó                          |                   |  |
| 2010 | Deportivo Mac Allister Dep. Winifreda   | Unión Deportiva Campos Dep. Anguilense Dep. Che Guevara | No se disputó                          |                   |  |
| 2011 | Villa Germinal                          | Dep. Winifreda Dep. Penales                             | No hubo                                |                   |  |
| 2012 | Dep. Che Guevara                        | Sarmiento Guardia del Monte                             | Dep. Penales-Unión (Acha)              | Dep. Penales      |  |
| 2013 | Unión Deportiva Campos                  | Deportivo Mac Allister                                  | Sarmiento-Dep. Uriburu                 | Sarmiento         |  |
| 2014 | Guardia del Monte Sarmiento [Promoción] | Unión y Amistad Cochicó [Promoción] Unión (Riglos)      | Sarmiento-Cochicó                      | Cochicó           |  |
| 2015 | Dep. Penales                            | Deportivo Rivera                                        | Unión y Amistad-El Elyon               | Unión y Amistad   |  |
| 2016 | Unión y Amistad                         | Sarmiento                                               | Atl. Santa Rosa-Guardia del Monte      | Atl. Santa Rosa   |  |
| 2017 | Cochicó                                 | Dep. Penales                                            | Atl. Santa Rosa-Independiente (Rivera) | Atl. Santa Rosa   |  |
| 2018 | Sarmiento                               | El Elyon                                                | Unión (M. Riglos)-Sportivo Luan Toro   | Unión (M. Riglos) |  |
| 2019 | El Elyon                                | Guardia del Monte                                       | Dep. Penales-Dep. Uriburu              | Dep. Penales      |  |
| 2020 | No Hubo                                 | No Hubo                                                 | No Hubo                                | No Hubo           |  |
| 2021 | No hubo                                 | Unión Deportiva Campos Deportivo Uriburu                | No se disputó                          |                   |  |
| 2022 | Guardia del Monte                       | Deportivo Matadero                                      | Deportivo Penales - Sportivo Luan Toro | Deportivo Penales |  |
| 2023 | Dep. Penales                            | Cochicó La barranca                                     | Sin disputar                           |                   |  |